# Johann Heinrich Montanus
Johann Heinrich Montanus (* Mai 1680 auf dem Hof Krauseholz nordöstlich von Altenfeld; † 26. Februar 1743 in Bödefeld) war ein katholischer Priester.

## Leben

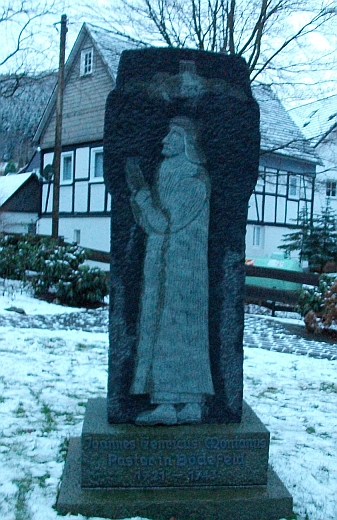
Denkmal von Johann Heinrich Montanus in Bödefeld

Der Sohn von Johann Carl Montanus und Magdalena Köster wurde am 20. Mai 1680 in Brunskappel getauft. Er studierte bei den Jesuiten in Fulda und danach am dortigen päpstlichen Seminar Philosophie und Theologie. Wahrscheinlich hat er das Studium wegen der Notlage seiner Eltern zeitweise unterbrochen. 1706 empfing er in Erfurt die Priesterweihe.
Danach war er in der Gemeinde Velmede tätig, zuerst zwei Jahre als Kaplan in Gevelinghausen und anschließend ein halbes Jahr als Vikar in Heringhausen. Am 15. Dezember 1708 erhielt er nach seinem Examen die Seelsorgeerlaubnis für die Erzdiözese Köln. Im folgenden Jahr wurde er Pfarrer in Grevenstein, wo er zwölf Jahre lang wirkte. Die Pfarrei Bödefeld übernahm Montanus am 16. März 1721. Dort begann er bereits im ersten Jahr, den Neubau einer neuen Kirche vorzubereiten. Neben dem Bau der Kirche verbesserte er auch deren Ausstattung. In den Jahren 1728/29 ließ er auf der später Kreuzberg genannten Anhöhe die Kreuzbergkapelle errichten, an deren Bau er sich auch selbst beteiligte. 1730/31 folgten die Kreuzwegstationen und andere Passionsgrotten. Nachfolgend wurde der Ort, wo auch schon zuvor die Bevölkerung um Gottes Beistand gefleht hatte, zu einer Wallfahrtsstätte.
Johann Heinrich Montanus war ein Bewunderer des Leidens- und Kreuzweges Christi. Am 28. Juli 1718 erhielt er vom Generalvikariat in Köln die Erlaubnis zu einer sechswöchigen Wallfahrt nach Dettelbach bei Würzburg und Walldürn. Zu seinen Lebzeiten kamen Hilflose und Kranke aus den umliegenden Diözesen zu dem Pastor, um Beistand und Trost bei ihm zu suchen. Montanus verstarb 1743 an einer fiebrigen Erkrankung. Seine sterbliche Hülle wurde zunächst in der Bödefelder Pfarrkirche begraben. 1910 wurden die Gebeine wegen des Kirchenneubaus auf dem Friedhof bestattet. Seine letzte Ruhestätte befindet sich seit 1929 in der Kreuzbergkapelle. Montanus’ Nachfolger wurde Johannes Mathias Selman, der ihn seit 1728 als Vikar in seiner Arbeit unterstützt hatte.

## Werke
Pfarrer Montanus verfasste die Blümlein der Andacht, ein Gebets- und Liederbuch. Das Werk wurde postum veröffentlicht. Einige Lieder daraus wurden in das katholische Diözesangesangbuch Sursum Corda übernommen.

## Ehrungen
Die Montanusstraßen in Bödefeld, Heringhausen und Gevelinghausen, die ehemalige Montanusgrundschule in Grevenstein, die denkmalgeschützte Montanuskapelle in Altenfeld und das Montanushaus in Bödefeld wurden nach ihm benannt. 2009 wurde ein von Steinmetzmeister Ulrich Steinmetz geschaffenes, drei Tonnen schweres Standbild von Pfarrer Montanus auf dem Rasenplatz vor der Bödefelder Pfarrkirche eingeweiht. Zudem gab es Bemühungen, Johann Heinrich Montanus seligsprechen zu lassen.